# Sigitas Jakubauskas
Sigitas Jakubauskas (Kaunas, 1958. december 29. –) szovjet válogatott litván labdarúgó, csatár, hátvéd, edző. Az év litván labdarúgója (1982).

## Pályafutása

### Klubcsapatban
1976–77-ben az Atletasz, 1978 és 1989 között a Zsalgirisz, 1991 és 1993 között a német FC Remscheid labdarúgója volt. A Zsalgirisz csapatával az 1982-es idényben bajnok lett a szovjet másodosztályú bajnokságban. Ugyanebben az évben az év litván labdarúgójának választották.

### A válogatottban
1985. augusztus 7-én egy alkalommal szerepelt a szovjet válogatottban. A Románia elleni barátságos mérkőzésen Protaszov helyére állt be a 80. percben. A moszkvai találkozó 2–0-s szovjet győzelemmel ért véget.

### Edzőként
1998 és 2013 között különböző pozíciókban edzőként dolgozott a német FC Remscheid csapatánál. 1998 és 2001 között, 2003-ban és 2012–13-ban a csapat vezetőedzője volt. 2001 és 2010 között a második csapat szakmai munkáját irányította.

## Sikerei, díjai
- az év litván labdarúgója (1982)

 Zsalgirisz
- Szovjet bajnokság – másodosztály
  - bajnok: 1982

## Statisztika

### Mérkőzése a szovjet válogatottban
| Szovjetunió | Szovjetunió        | Szovjetunió                     | Szovjetunió | Szovjetunió | Szovjetunió | Szovjetunió | Szovjetunió | Szovjetunió |
| #           | Dátum              | Helyszín                        | Hazai       | Eredmény    | Vendég      | Kiírás      | Gólok       | Esemény     |
| ----------- | ------------------ | ------------------------------- | ----------- | ----------- | ----------- | ----------- | ----------- | ----------- |
| 1.          | 1985. augusztus 7. | Moszkva, Központi Lenin Stadion | Szovjetunió | 2 – 0       | Románia     | barátságos  | -           | 80'         |
|             | Összesen           |                                 |             | 1           | mérkőzés    |             | 0           | gól         |